# Freesia verrucosa
Freesia verrucosa là một loài thực vật có hoa trong họ Diên vĩ. Loài này được (B.Vogel) Goldblatt & J.C.Manning miêu tả khoa học đầu tiên năm 1995.